# تشوي وو-جاي
تشوي وو-جاي (الكورية: 최우재) هو لاعب كرة قدم كوري جنوبي في مركز الدفاع، ولد في 27 مارس 1990 في كوريا الجنوبية. لعب مع نادي غانغوون.

## وصلات خارجية
- تشوي وو-جاي على موقع دوري كوريا الجنوبية (الإنجليزية)
- تشوي وو-جاي على موقع قاعدة بيانات كرة القدم.إي يو (الإنجليزية)